# Festival delle sagre astigiane
Il Festival delle Sagre (meglio nota come Sagra delle Sagre) è una manifestazione eno-gastronomica che si tiene ad Asti la seconda domenica di settembre ma che inizia, come ormai da consuetudine consolidata, il sabato sera precedente, quando l'afflusso di persone supera talvolta quello della domenica stessa. Si colloca nel periodo del "settembre astigiano", dominato dal salone enologico Douja d'Or (che dura dieci giorni) e dal Palio di Asti (che si corre la prima domenica del mese dal 2 settembre 2018). Oltre 40 pro loco della provincia di Asti propongono le loro specialità gastronomiche, accompagnate da vini DOC astigiani, in un grande ristorante all'aperto allestito in Piazza Campo del Palio di Asti, dove, durante il sabato sera e tutta la giornata di domenica, migliaia di persone possono accomodarsi in un antico villaggio di campagna.

Alla domenica mattina una suggestiva sfilata si snoda per le vie della città, animata da più di tremila figuranti in autentici abiti d'epoca, animali, trattori e arnesi del mestiere. Rappresenta i valori e della tradizione contadina della provincia.

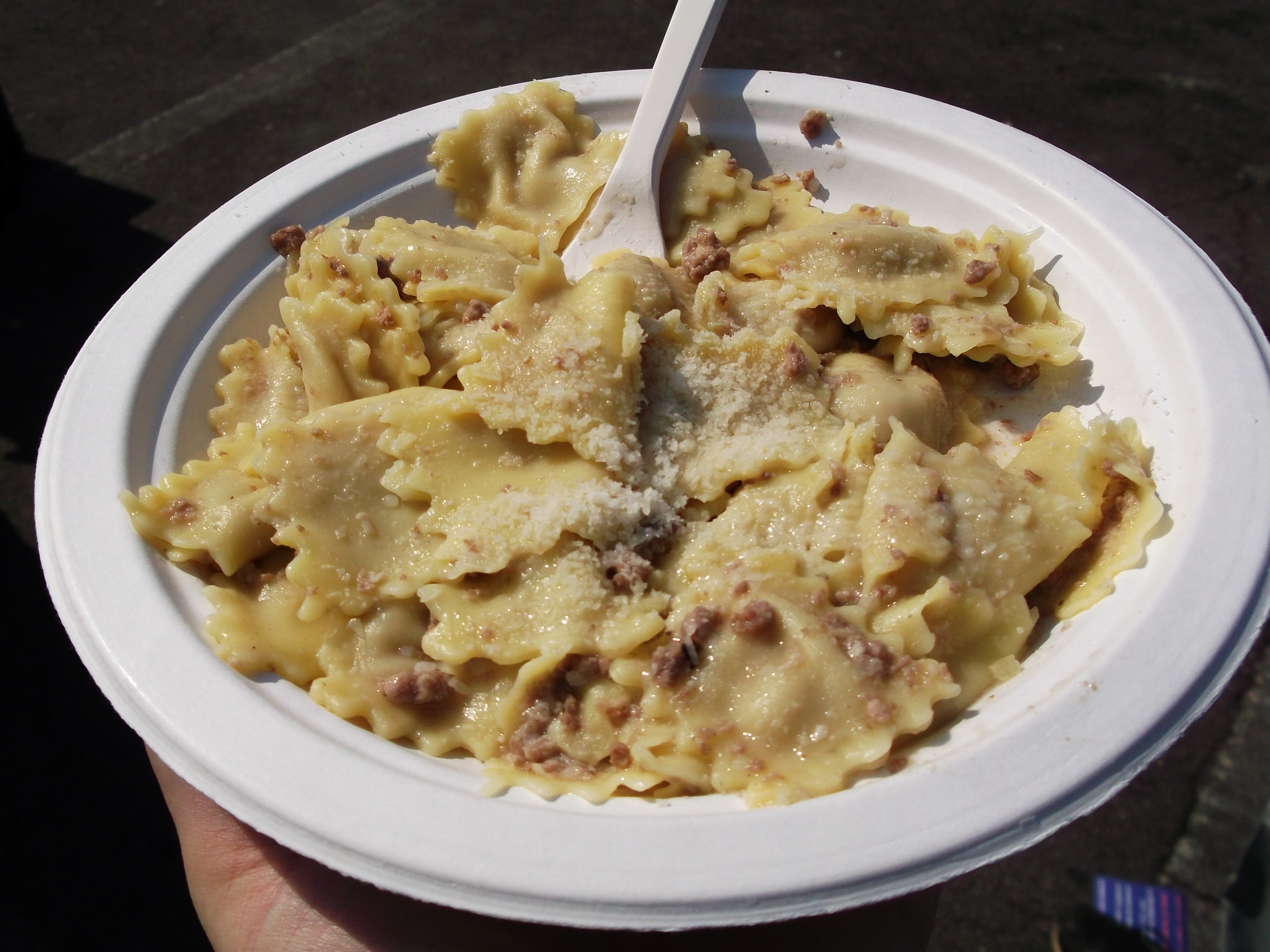
Agnolotti, uno dei piatti tipici offerti dalle Pro Loco astigiane

## Storia del Festival

### Antefatti (1966-1974)
Nel 1966 l'astigiano Giovanni Borello fu nominato presidente della Camera di Commercio di Asti. Egli è stato uno dei maggiori autori e promotori del Festival delle Sagre. Durante i suoi viaggi, Borello partecipò a varie manifestazioni folkloristiche del Nord Italia e di alcuni Paesi stranieri. Furono due eventi in particolare a stimolare la sua immaginazione: il Festival di Vevey in Svizzera e la Festa dei Portici di Egna (Bolzano). L'idea non fu quindi originale, tuttavia fu geniale la sua applicazione alla realtà astigiana.
L'intento era quello di creare una manifestazione che celebrasse la cultura contadina da inserire nell’ambito della Douja d'Or e di conferire a quello che era essenzialmente un concorso enologico, un momento festoso di schietta allegria.
Fu così che vennero coinvolte le pro loco dei principali paesi dell'astigiano per riunire le tante sagre paesane, che già allora si facevano nelle campagne, in un solo giorno nella città di Asti, in modo che cittadini e visitatori potessero vederle tutte insieme in una occasione unica.

### Nascita e primi anni (1974-1977)
Domenica 8 settembre 1974 prende vita la prima edizione del Festival delle Sagre. In Piazza Alfieri ad Asti, si ritrovarono (in stand rustici e semplici, ma funzionali) le prime tredici pro loco che avevano accettato l'invito di Borello, pronte a distribuire le più antiche e genuine specialità della cucina campagnola astigiana per far riscoprire, attraverso quei sapori resuscitati, un folklore da non dimenticare.
Ecco l'elenco delle pro loco partecipanti con i rispettivi piatti presentati al Festival Delle Sagre 1974.
| Pro-Loco           | Proposta gastronomica              |                  | Pro-Loco          | Proposta gastronomica |
| ------------------ | ---------------------------------- | ---------------- | ----------------- | --------------------- |
| Agliano            | Cotechino                          |                  | Monastero Bormida | Polenta e salsiccia   |
| Cerreto            | Bugie                              | Moncalvo         | Bollito           |                       |
| Cessole            | Frittelle e toccasana              | Montechiaro      | Polenta e funghi  |                       |
| Cocconato          | Trippa                             | Quaranti         | Ceci e cotechino  |                       |
| Cortandone         | Bagna càuda                        | Rocchetta Tanaro | Tirà              |                       |
| Costigliole d'Asti | Agnolotti                          | Sessame          | Risotto           |                       |
| Mombaldone         | Acciughe alla marinara e frittelle | Sessame          | Risotto           |                       |

Grazie al successo delle prime edizioni, si avvertì allora l'esigenza di dare anche un contenuto culturale ed una precisa identità alla manifestazione. Bisognava esaltare, in ogni possibile aspetto, i valori della civiltà contadina che, complice il boom industriale, stava vivendo un momento difficile e si stava estinguendo con la conseguente perdita di tradizioni, tipicità, usi e costumi assolutamente da preservare.
Fu così che nel 1977, durante la quarta edizione del Festival, venne istituita la sfilata che si svolge ancora oggi nella mattinata della domenica. In quell'anno arrivò anche il logo ufficiale disegnato dall'architetto artista astigiano Antonio Guarene: la fila di cuochi bianchi su sfondo rosso ciascuno dei quali portava in spalla l'inconfondibile forchettone. Gli stessi cuochi che, in carne ed ossa, aprono la sfilata del corteo storico.

## I piatti tipici
Spolverando i ricettari, scritti ed orali, di generazioni di massaie contadine viene riproposto, in un grande menu, tutto il patrimonio della gastronomia povera e borghese dell'Astigiano e del Monferrato, cucinato con ingredienti accuratamente scelti e tipicamente locali.
Al Festival delle Sagre c'è la possibilità di scegliere tra oltre ottanta diversi piatti, dolci, salati, asciutti ed in umido, tutti ricchi di sapore ed alcuni ormai inconsueti, come il riso alla barbera, la polenta con spezzatino di cinghiale, gli agnolotti di coniglio, le alborelle fritte, la farinata (in dialetto astigiano belecauda) oppure il bollito con il "bagnetto verde". Sono piatti che vengono preparati in quantità industriale, ma sicuramente tipici e a prezzi popolari.
Ecco l'elenco dei piatti presentati al Festival delle Sagre 2013 nella serata di sabato 7 e nell'intera giornata di domenica 8 settembre.
| Pro-Loco                         | Antipasti | Primi                                                                                         | Secondi                                                         | Dolci                                                  |
| -------------------------------- | --- | --------------------------------------------------------------------------------------------- | --------------------------------------------------------------- | ------------------------------------------------------ |
| Antignano                        | | Taglierini di mais 8 file al sugo di coniglio                                                 |                                                                 | Crostata di mais con confettura di ciliegie            |
| Azzano d'Asti                    | | Risotto ai funghi                                                                             |                                                                 | Il dolce dell'Abbazia                                  |
| Boglietto di Costigliole         | | Taglierini fatti in casa conditi con sugo di carne                                            |                                                                 | Pesche al Moscato d'Asti docg                          |
| Callianetto                      | |                                                                                               | Gran fritto misto di Callianetto                                | Tortino 'd Gianduja                                    |
| Calliano                         | Salamini d'asino | Agnolotti d'asino                                                                             |                                                                 |                                                        |
| Casabianca                       | |                                                                                               | Polenta fritta con gorgonzola                                   | Salame dolce di Casabianca                             |
| Castagnole Monferrato            | Acciughe con bagnetto                                                                                                 |                                                                                               |                                                                 | Pesche al Ruché                                        |
| Castellero                       | |                                                                                               |                                                                 | Fundent (fondenti di nocciole) - Croccanti di nocciole |
| Castello di Annone               | | Lasagnette della vigilia (condite con bagna cauda)                                            |                                                                 | Torta dell'abbondanza                                  |
| Cellarengo                       | |                                                                                               | Tinche in carpione - Trippa calda con cipolle (bisèca)          |                                                        |
| Cessole                          | Frittelle salate alla campagnola                                                                                      |                                                                                               |                                                                 | Nocciole "tonda gentile di Langa" zuccherate           |
| Chiusano                         | |                                                                                               |                                                                 | Torta di pere e cioccolato - frittelle di mele         |
| Corsione                         | |                                                                                               |                                                                 | Torta di mele                                          |
| Cortazzone                       | | Tagliatelle all'uovo con tartufo                                                              |                                                                 | Focaccia di mele                                       |
| Costigliole                      | | Ravioli con il "plin"                                                                         |                                                                 | Bunet di Costigliole                                   |
| Cunico                           | | Gnocchi alla cunichese                                                                        |                                                                 |                                                        |
| Grazzano Badoglio                | Soma d'aj con vino ed uva - Pane arrostito con pomodoro, vino ed uva                                                  |                                                                                               |                                                                 |                                                        |
| Isola                            | Baciuà (soffice zampino di maiale lessato, posto sotto aceto aromatizzato, impanato e fritto in padella) con bagnetto |                                                                                               |                                                                 |                                                        |
| Mombercelli                      | Friciula (frittella salata) con lardo                                                                                 |                                                                                               |                                                                 |                                                        |
| Monastero Bormida                | Robiola di Roccaverano con pane cotto nel forno a legna e mostarda di uva Moscato                                     | Puccia di Monastero (polenta sciolta nel minestrone di fagioli condita con burro e formaggio) |                                                                 |                                                        |
| Moncalvo                         | |                                                                                               | Sontuoso bollito misto di Moncalvo                              | Panna cotta                                            |
| Mongardino                       | | Risotto alla Barbera d'Asti                                                                   |                                                                 | Antico mon (mattone dolce)                             |
| Montechiaro                      | | Risotto con tartufo                                                                           |                                                                 | Crema dolce di Montechiaro                             |
| Montegrosso                      | |                                                                                               | Gran fritto misto alla moda di Montegrosso                      |                                                        |
| Montiglio Monferrato             | |                                                                                               | Rolata di Coniglio con funghi e polenta                         | Torta di nocciole e Malvasia                           |
| Motta di Costigliole             | | Involtino di peperone (con ripieno di tonno, burro, acciughe e capperi)                       | Gran bagna càuda con peperoni e verdure di stagione             |                                                        |
| Nizza Monferrato                 | Belecauda (farinata di ceci)                                                                                          |                                                                                               |                                                                 |                                                        |
| Palucco                          | Lingua in salsa verde                                                                                                 |                                                                                               |                                                                 | Fricio (frittelle dolci del contadino)                 |
| Portacomaro                      | |                                                                                               | Gran fritto misto di Portacomaro                                | Torta di castagne                                      |
| Quarto                           | | Tagliatelle al sugo di cinghiale                                                              |                                                                 | Rotolo al cacao con nocciole                           |
| Refrancore                       | | Fagioli buoni di Refrancore con cotica e zampino                                              |                                                                 | Finocchini e zabaglione - Finocchini e Moscato d'Asti  |
| Revigliasco                      | |                                                                                               | Stufato di vitellone piemontese alla Barbera d'Asti con polenta |                                                        |
| Revignano                        | |                                                                                               |                                                                 | Zabaione al Moscato d'Asti - Bunet della nonna         |
| Rocchetta Tanaro                 | Rustica ai formaggi - alborelle fritte                                                                                |                                                                                               |                                                                 |                                                        |
| Santa Caterina di Rocca d'Arazzo | | Agnolotti al sugo di carne                                                                    |                                                                 | Antico bodino di Casa Savoia                           |
| San Damiano                      | |                                                                                               | Salsiccia alla Barbera d'Asti                                   | Canestrelli di San Damiano                             |
| San Marzanotto                   | Lardo macinato, insaporito e spalmato sul pane                                                                        |                                                                                               | Polenta arrostita sulla brace con salsiccia e peperonata        |                                                        |
| Serravalle                       | |                                                                                               | Tonno di coniglio                                               | Torta di zucca                                         |
| Sessant                          | Carne cruda all'Astigiana                                                                                             |                                                                                               |                                                                 | Torta di ricotta                                       |
| Valenzani                        | Salamini di cinghiale                                                                                                 |                                                                                               | Polenta con bocconcini di cinghiale                             |                                                        |
| Variglie                         | Pan Marià (pane raffermo, passato nell'uovo e fritto)                                                                 |                                                                                               | Friciulin (frittini) di riso                                    |                                                        |
| Viarigi                          | | Agnolotti alla moda di Viarigi conditi con sugo di arrosto                                    |                                                                 |                                                        |
| Villafranca                      | | Tagliatelle ai funghi porcini                                                                 |                                                                 | Bunet al cioccolato                                    |
| Villanova d'Asti                 | |                                                                                               | Vitello Tonnato                                                 | Pesche ripiene al cioccolato                           |

Al Festival delle Sagre 2013 furono presenti anche gli ospiti di Mezzenile (TO) e Valmontone (Roma). I torinesi hanno proposto la polenta concia alla toma delle Valli di Lanzo e un bicchierino di cioccolato fondente, mentre gli ospiti romani hanno servito le penne all'amatriciana e le ciambelline al vino.

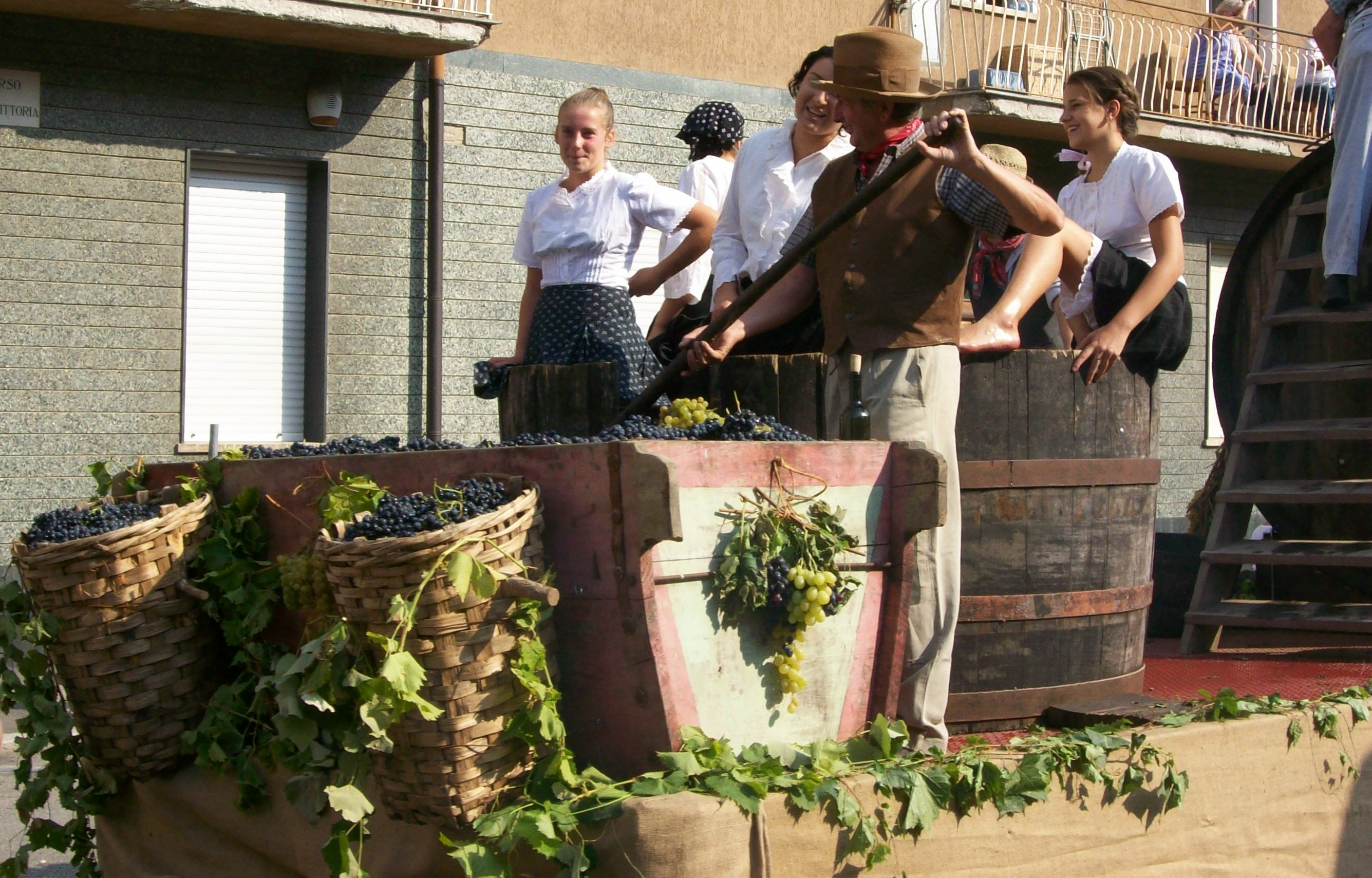
Rappresentazione della pigiatura dell'uva

## La sfilata
Domenica mattina dalle ore 9,15, sfila per le vie cittadine un lunghissimo corteo che illustra i momenti salienti della vita in campagna ai primi anni del Novecento.
La sfilata è senza dubbio il momento più spettacolare e coinvolgente del Festival delle Sagre, che anticipa la grande festa gastronomica che si protrarrà da mezzogiorno fino a sera.
Sono più di 3000 i personaggi con abiti autentici dei primi decenni del Novecento, attrezzi e strumenti da lavoro, suppellettili, mobili ed arredi d'ogni genere, vecchi trattori a testa calda e macchine agricole che hanno segnato la storia delle campagne, 250 carri trainati da vecchi trattori e un variegato zoo domestico con buoi, cavalli, muli, asinelli e tutti gli altri animali che vengono per un giorno portati a sfilare per le vie della città.

Il corteo ripropone le scene più significative della vita contadina, ritmato dal susseguirsi delle stagioni in un vero e proprio museo vivente.

Per circa due ore il corteo si snoda per le vie del centro cittadino.
Il corteo non ha nulla a che spartire con una semplice sfilata comunemente intesa. Non c'è in essa alcuna finzione superficiale: tutto è rigorosamente autentico, dagli arnesi, alle macchine, ai personaggi. Si vedranno così anziani recitare la parte di loro stessi, molto tempo prima che il grande spopolamento delle campagne degli anni cinquanta - sessanta stravolgesse le abitudini di vita di molti contadini.

## Premi principali (dal 1978 al 2006)
- Trofeo Festival delle Sagre

Nel 1978, alla quinta edizione del Festival delle Sagre, venne istituito un Trofeo che ponesse in competizione fra loro le numerose pro loco partecipanti, facendo leva, in senso sportivo e leale, sul campanilismo acceso che da sempre divide i vari paesi, allo scopo di designare la pro loco dell’anno, cioè la migliore, per rappresentare Asti e la sua cultura enogastronomica e folkloristica.
| Anno | Pro-Loco vincitrice      |                 | Anno                                 | Pro-Loco vincitrice          |                              | Anno | Pro-Loco vincitrice  |
| ---- | ------------------------ | --------------- | ------------------------------------ | ---------------------------- | ---------------------------- | ---- | -------------------- |
| 1978 | San Marzanotto (1)       |                 | 1989                                 | Boglietto di Costigliole (1) |                              | 1996 | Villanova d'Asti (1) |
| 1979 | Isola d'Asti (1)         | Callianetto (3) | 1989                                 | 1997                         | Montegrosso (1)              |      |                      |
| 1980 | Penango (1)              | Portacomaro (1) | 1989                                 | 1998                         | Monastero Bormida (1)        |      |                      |
| 1981 | Tigliole (1)             | 1990            | Grana Monferrato (1)                 | 1999                         | Moncalvo (1)                 |      |                      |
| 1982 | Casorzo (1)              | 1990            | Mongardino (2)                       | 2000                         | Calliano (1)                 |      |                      |
| 1983 | Motta di Costigliole (1) | 1990            | Montiglio Monferrato (3)             | 2000                         | Palucco (1)                  |      |                      |
| 1983 | Tigliole (2)             | 1991            | Callianetto (4)                      | 2001                         | Refrancore (1)               |      |                      |
| 1984 | Montiglio Monferrato (1) | 1991            | Rocchetta Tanaro (1)                 | 2002                         | Sessant (1)                  |      |                      |
| 1985 | Callianetto (1)          | 1991            | Villafranca (1)                      | 2003                         | Corsione (1)                 |      |                      |
| 1986 | San Marzanotto (2)       | 1992            | Santa Caterina di Rocca d'Arazzo (1) | 2004                         | Castagnole Monferrato (1)    |      |                      |
| 1987 | Callianetto (2)          | 1993            | Casabianca (1)                       | 2005                         | non assegnato                |      |                      |
| 1987 | Castello di Annone (1)   | 1993            | Montaldo Scarampi (1)                | 2005                         | non assegnato                |      |                      |
| 1987 | Montiglio Monferrato (2) | 1994            | Revignano (1)                        | 2006                         | Callianetto (5)              |      |                      |
| 1988 | Mongardino (1)           | 1995            | Cortazzone (1)                       | 2006                         | Boglietto di Costigliole (2) |      |                      |

- Super Trofeo Festival delle Sagre

Nel 1992, alla diciannovesima edizione del Festival delle Sagre, venne istituito anche un Super Trofeo.
| Anno | Pro-Loco vincitrice      |      | Anno                 | Pro-Loco vincitrice |
| ---- | ------------------------ | ---- | -------------------- | ------------------- |
| 1992 | Mongardino (1)           |      | 1998                 | Mongardino (5)      |
| 1993 | Mongardino (2)           | 1999 | Isola d'Asti (1)     |                     |
| 1993 | Montiglio Monferrato (1) | 1999 | Villanova d'Asti (1) |                     |
| 1994 | Mongardino (3)           | 2000 | Mongardino (6)       |                     |
| 1995 | Callianetto (1)          | 2001 | Callianetto (2)      |                     |
| 1995 | Rocchetta Tanaro (1)     | 2002 | Mongardino (7)       |                     |
| 1996 | Mongardino (4)           | 2003 | Callianetto (3)      |                     |
| 1996 | Portacomaro (1)          | 2004 | Villanova d'Asti (2) |                     |
| 1997 | Castello di Annone (1)   | 2005 | non assegnato        |                     |
| 1997 | Montiglio Monferrato (2) | 2006 | Mongardino (8)       |                     |

## Premi principali (dal 2007 al 2019)
- Supertrofeo "Giovanni Borello"

| Anno | Pro-Loco vincitrice      |      | Anno                                 | Pro-Loco vincitrice |
| ---- | ------------------------ | ---- | ------------------------------------ | ------------------- |
| 2007 | Isola d'Asti (1)         |      | 2015                                 | San Marzanotto (1)  |
| 2008 | Montiglio Monferrato (1) | 2016 | Callianetto (3)                      |                     |
| 2009 | Callianetto (1)          | 2017 | Azzano (1)                           |                     |
| 2010 | Mongardino (1)           | 2018 | Santa Caterina di Rocca d'Arazzo (1) |                     |
| 2011 | Callianetto (2)          | 2019 | Antignano (1)                        |                     |
| 2012 | Cortazzone (1)           |      |                                      |                     |
| 2013 | Monastero Bormida (1)    |      |                                      |                     |
| 2014 | Mongardino (2)           |      |                                      |                     |

- Trofeo "Salva Garipoli"

| Anno | Pro-Loco vincitrice                  |      | Anno                                 | Pro-Loco vincitrice |
| ---- | ------------------------------------ | ---- | ------------------------------------ | ------------------- |
| 2007 | Montiglio Monferrato (1)             |      | 2015                                 | Revignano (1)       |
| 2008 | Mongardino (1)                       | 2016 | Santa Caterina di Rocca d'Arazzo (2) |                     |
| 2009 | San Marzanotto (1)                   | 2017 | Monastero Bormida (1)                |                     |
| 2010 | San Marzanotto (2)                   | 2018 | Mongardino (3)                       |                     |
| 2011 | Santa Caterina di Rocca d'Arazzo (1) | 2019 | Serravalle (1)                       |                     |
| 2012 | San Marzanotto (3)                   |      |                                      |                     |
| 2013 | Mongardino (2)                       |      |                                      |                     |
| 2014 | Cantarana (1)                        |      |                                      |                     |

- Trofeo "Ermanno Briola"

| Anno | Pro-Loco vincitrice   |      | Anno                         | Pro-Loco vincitrice |
| ---- | --------------------- | ---- | ---------------------------- | ------------------- |
| 2007 | Nizza Monferrato (1)  |      | 2015                         | Portacomaro (4)     |
| 2008 | Casabianca (1)        | 2016 | Portacomaro (5)              |                     |
| 2009 | Mongardino (1)        | 2017 | Cessole (1)                  |                     |
| 2010 | Monastero Bormida (1) | 2018 | Boglietto di Costigliole (1) |                     |
| 2011 | Nizza Monferrato (2)  | 2019 | Revignano (1)                |                     |
| 2012 | Portacomaro (1)       |      |                              |                     |
| 2013 | Portacomaro (2)       |      |                              |                     |
| 2014 | Azzano (1)            |      |                              |                     |
| 2014 | Portacomaro (3)       |      |                              |                     |

## Premi di specialità (dal 2007 al 2019)
- Trofeo "Ferruccio Lovisone": premio sfilata

La Pro-Loco di Santa Caterina di Rocca d'Arazzo ha vinto più volte il primo premio con un totale di 5 affermazioni di cui 3 consecutive dal 2016 al 2018.
La Pro-Loco di Castagnole Monferrato ha vinto consecutivamente ben 8 premi (3 primi posti, 3 secondi posti e 2 terzi posti) dal 2007 al 2014.
| Anno | Pro-Loco vincitrice                                                                                              | Secondo posto | Terzo posto |
| ---- | --- | --- | --- |
| 2007 | Castagnole Monferrato                                                                                            | Callianetto | Sessant |
| 2007 | Isola d'Asti | Callianetto | Sessant |
| 2008 | Castagnole Monferrato                                                                                            | Castello di Annone                                                                                               | Villanova |
| 2009 | Santa Caterina di Rocca d'Arazzo                                                                                 | Castagnole Monferrato                                                                                            | Callianetto |
| 2009 | Villanova | Castagnole Monferrato                                                                                            | Callianetto |
| 2010 | Castagnole Monferrato                                                                                            | Viarigi | Mombercelli |
| 2010 | Cortazzone | Viarigi | Santa Caterina di Rocca d'Arazzo                                                                                 |
| 2011 | Cortazzone | Portacomaro | Castagnole Monferrato                                                                                            |
| 2012 | Azzano | Castagnole Monferrato                                                                                            | Cortazzone |
| 2013 | Azzano | Castagnole Monferrato                                                                                            | San Damiano |
| 2013 | Santa Caterina di Rocca d'Arazzo                                                                                 | Cellarengo | San Damiano |
| 2014 | Cortazzone | Santa Caterina di Rocca d'Arazzo                                                                                 | Castagnole Monferrato                                                                                            |
| 2015 | La sfilata è stata annullata causa allerta meteo, pertanto nessun premio per questa categoria è stato assegnato. | La sfilata è stata annullata causa allerta meteo, pertanto nessun premio per questa categoria è stato assegnato. | La sfilata è stata annullata causa allerta meteo, pertanto nessun premio per questa categoria è stato assegnato. |
| 2016 | Santa Caterina di Rocca d'Arazzo                                                                                 | Cortazzone | Azzano |
| 2017 | Santa Caterina di Rocca d'Arazzo                                                                                 | Antignano | Moncalvo |
| 2018 | Santa Caterina di Rocca d'Arazzo                                                                                 | Sessant | Montegrosso |
| 2018 | Santa Caterina di Rocca d'Arazzo                                                                                 | Sessant | Villafranca |
| 2019 | Viarigi | Sessant | Antignano |
| 2019 | Viarigi | Cortazzone | Antignano |

- Premio "Confartigianato Asti": per la più fedele e realistica realizzazione delle casette

| Anno | Pro-Loco vincitrice     | Secondo posto        | Terzo posto                      |
| ---- | ----------------------- | -------------------- | -------------------------------- |
| 2007 | Crivelle di Buttigliera | Montiglio Monferrato | Callianetto                      |
| 2007 | Crivelle di Buttigliera | Montiglio Monferrato | Castagnole Monferrato            |
| 2008 | Mongardino              | Montiglio Monferrato | San Marzanotto                   |
| 2009 | San Marzanotto          | Callianetto          | Mongardino                       |
| 2010 | Mongardino              | Antignano            | Montiglio Monferrato             |
| 2011 | Callianetto             | Montiglio Monferrato | Santa Caterina di Rocca d'Arazzo |
| 2012 | Sessant                 | Villafranca          | Quarto d'Asti                    |
| 2012 | Sessant                 | Villafranca          | Castagnole Monferrato            |
| 2013 | Monastero Bormida       | Isola d'Asti         | Santa Caterina di Rocca d'Arazzo |
| 2013 | Monastero Bormida       | Isola d'Asti         | Revigliasco                      |
| 2014 | Mongardino              | Cellarengo           | Antignano                        |
| 2014 | Mongardino              | Cellarengo           | Cantarana                        |
| 2015 | San Marzanotto          | Revignano            | Palucco                          |
| 2015 | San Marzanotto          | Revignano            | San Damiano                      |
| 2016 | Casabianca              | Corsione             | Castellero                       |
| 2016 | Casabianca              | Corsione             | Valenzani                        |
| 2017 | Costigliole             | Cessole              | Villanova                        |
| 2018 | Cessole                 | Corsione             | Mombercelli                      |
| 2019 | Antignano               | Serravalle           | Montegrosso                      |

- Premio "Cucina": per la miglior proposta gastronomica complessiva

| Anno | Pro-Loco vincitrice      | Proposta gastronomica vincitrice                                | Secondo posto            | Terzo posto              |
| ---- | ------------------------ | --------------------------------------------------------------- | ------------------------ | ------------------------ |
| 2007 | Isola d'Asti             | Baciuà                                                          | Refrancore               | Montiglio Monferrato     |
| 2007 | Isola d'Asti             | Frittura di lumache                                             | Refrancore               | Montiglio Monferrato     |
| 2008 | Cellarengo               | Tinche in carpione                                              | Portacomaro              | Montiglio Monferrato     |
| 2009 | Monastero Bormida        | Puccia di Monastero                                             | Palucco                  | San Marzanotto           |
| 2010 | Mongardino               |                                                                 | San Damiano              | Monastero Bormida        |
| 2011 | Revignano                |                                                                 | Cellarengo               | Castello di Annone       |
| 2012 | Refrancore               | Fagioli buoni di Refrancore con cotica e zampino                | Monastero Bormida        | Cortazzone               |
| 2013 | Isola d'Asti             | Baciuà                                                          | Cellarengo               | Mongardino               |
| 2014 | Boglietto di Costigliole | Taglierini fatti in casa conditi con sugo di carne              | Motta di Costigliole     | Portacomaro              |
| 2014 | Boglietto di Costigliole | Pesche al Moscato d'Asti                                        | Motta di Costigliole     | Portacomaro              |
| 2015 | Isola d'Asti             | Baciuà                                                          | Boglietto di Costigliole | Serravalle               |
| 2015 | Isola d'Asti             | Frittura di lumache                                             | Boglietto di Costigliole | Serravalle               |
| 2016 | Moncalvo                 | Sontuoso bollito misto di Moncalvo                              | Mongardino               | Rocchetta Tanaro         |
| 2016 | Moncalvo                 | Panna cotta                                                     | Mongardino               | Rocchetta Tanaro         |
| 2017 | Revigliasco              | Stufato di vitellone piemontese alla Barbera d'Asti con polenta | Monastero Bormida        | Boglietto di Costigliole |
| 2018 | Isola d'Asti             | Baciuà                                                          | Boglietto di Costigliole | Cantarana                |
| 2018 | Isola d'Asti             | Frittura di lumache                                             | Boglietto di Costigliole | Cantarana                |
| 2018 | Variglie                 | Pan Marià (pane raffermo passato nell'uovo e fritto)            | Boglietto di Costigliole | Revigliasco              |
| 2018 | Variglie                 | Friciulin (frittini) di riso                                    | Boglietto di Costigliole | Revigliasco              |
| 2019 | Boglietto di Costigliole | Taglierini fatti in casa conditi con sugo di carne              | Monastero Bormida        | Viarigi                  |
| 2019 | Boglietto di Costigliole | Pesche al Moscato d'Asti                                        | Monastero Bormida        | Viarigi                  |

- Premio per il miglior rapporto prezzo - qualità - quantità

| Anno | Pro-Loco vincitrice | Secondo posto            | Terzo posto              |
| ---- | ------------------- | ------------------------ | ------------------------ |
| 2007 | Isola d'Asti        | Montiglio Monferrato     | Rocchetta Tanaro         |
| 2008 | Casabianca          | Cellarengo               | Portacomaro              |
| 2009 | San Marzanotto      | Isola d'Asti             | Casabianca               |
| 2009 | San Marzanotto      | Monastero Bormida        | Casabianca               |
| 2010 | Monastero Bormida   | San Marzanotto           | Mongardino               |
| 2011 | Castello di Annone  | Cellarengo               | Revignano                |
| 2011 | Castello di Annone  | Cellarengo               | Rocchetta Tanaro         |
| 2012 | Refrancore          | Monastero Bormida        | Isola d'Asti             |
| 2013 | Isola d'Asti        | Monastero Bormida        | Montegrosso              |
| 2014 | Viarigi             | Motta di Costigliole     | Boglietto di Costigliole |
| 2015 | Cellarengo          | Callianetto              | Portacomaro              |
| 2016 | Moncalvo            | Mongardino               | Callianetto              |
| 2017 | Revigliasco         | Monastero Bormida        | Boglietto di Costigliole |
| 2018 | Viarigi             | Revigliasco              | Boglietto di Costigliole |
| 2018 | Viarigi             | Revigliasco              | Isola d'Asti             |
| 2019 | Monastero Bormida   | Boglietto di Costigliole | Viarigi                  |

- Premio per l'accuratezza del servizio

| Anno | Pro-Loco vincitrice                                                    | Secondo posto                                                                                            | Terzo posto                                                          |
| ---- | ---------------------------------------------------------------------- | --- | -------------------------------------------------------------------- |
| 2007 | Callianetto                                                            | San Marzanotto                                                                                           | Mombercelli - Montechiaro - Nizza Monferrato - Palucco - Portacomaro |
| 2008 | Boglietto di Costigliole - Moncalvo - Santa Caterina di Rocca d'Arazzo | Calliano - Castagnole Monferrato - Castello di Annone - Costigliole d'Asti - Refrancore - San Marzanotto | Casabianca - Castellero - Cunico                                     |
| 2009 | Santa Caterina di Rocca d'Arazzo                                       | Boglietto di Costigliole                                                                                 | Monastero Bormida                                                    |
| 2009 | Santa Caterina di Rocca d'Arazzo                                       | Boglietto di Costigliole                                                                                 | Mongardino                                                           |
| 2010 | Santa Caterina di Rocca d'Arazzo                                       | Monastero Bormida                                                                                        | Villa San Secondo                                                    |
| 2010 | Santa Caterina di Rocca d'Arazzo                                       | Mongardino                                                                                               | Villa San Secondo                                                    |
| 2011 | Santa Caterina di Rocca d'Arazzo                                       | Cellarengo                                                                                               | Isola d'Asti                                                         |
| 2011 | Santa Caterina di Rocca d'Arazzo                                       | Motta di Costigliole                                                                                     | Isola d'Asti                                                         |
| 2012 | Santa Caterina di Rocca d'Arazzo                                       | Azzano                                                                                                   | Boglietto di Costigliole                                             |
| 2012 | Monastero Bormida                                                      | Portacomaro                                                                                              | Boglietto di Costigliole                                             |
| 2013 | Portacomaro                                                            | Cellarengo                                                                                               | Montiglio Monferrato                                                 |
| 2013 | Portacomaro                                                            | Monastero Bormida                                                                                        | Montiglio Monferrato                                                 |
| 2014 | Cellarengo                                                             | Azzano                                                                                                   | Cortazzone                                                           |
| 2014 | Portacomaro                                                            | Azzano                                                                                                   | Mongardino                                                           |
| 2015 | Costigliole d'Asti                                                     | Moncalvo - Montiglio Monferrato - Portacomaro - San Marzanotto                                           | Motta di Costigliole                                                 |
| 2016 | Antignano                                                              | Callianetto                                                                                              | Portacomaro                                                          |
| 2016 | Cellarengo                                                             | Callianetto                                                                                              | Montiglio Monferrato                                                 |
| 2017 | Santa Caterina di Rocca d'Arazzo                                       | Azzano                                                                                                   | Antignano                                                            |
| 2017 | Santa Caterina di Rocca d'Arazzo                                       | Mongardino                                                                                               | Moncalvo                                                             |
| 2018 | Mongardino                                                             | Santa Caterina di Rocca d'Arazzo                                                                         | Cellarengo                                                           |
| 2019 | Cellarengo                                                             | Mongardino                                                                                               | Mombercelli                                                          |
| 2019 | Cellarengo                                                             | Moncalvo                                                                                                 | Mombercelli                                                          |

- Trofeo "Adriano Rampone": premio per il vino

| Anno | Pro-Loco vincitrice | Secondo posto | Terzo posto |
| ---- | --- | --- | --- |
| 2007 | Nizza Monferrato | Refrancore | San Marzanotto |
| 2008 | Motta di Costigliole | Montiglio Monferrato | Villanova |
| 2009 | Mongardino | Castagnole Monferrato | Chiusano |
| 2010 | Cunico | Mombercelli | Palucco |
| 2011 | Mombercelli | Nizza Monferrato | Motta di Costigliole |
| 2012 | Mombercelli | Antignano | Sessant |
| 2013 | Variglie | Cessole | Serravalle |
| 2014 | Revigliasco | Cunico | Azzano |
| 2015 | A causa del maltempo non ha potuto lavorare la giuria del vino, pertanto nessun premio per questa categoria è stato assegnato. | A causa del maltempo non ha potuto lavorare la giuria del vino, pertanto nessun premio per questa categoria è stato assegnato. | A causa del maltempo non ha potuto lavorare la giuria del vino, pertanto nessun premio per questa categoria è stato assegnato. |
| 2016 | Portacomaro | Sessant | Palucco |
| 2017 | Cessole | Montiglio Monferrato | Motta di Costigliole |
| 2018 | Castello di Annone | Motta di Costigliole | Antignano |
| 2019 | Castellero | Valenzani | Castello di Annone |
| 2019 | Revignano | Valenzani | Villafranca |

## Premi di specialità: singoli piatti (dal 2007 al 2019)
- Premio per il migliore antipasto

| Anno | Pro-Loco vincitrice  | Piatto vincitore                                      |
| ---- | -------------------- | ----------------------------------------------------- |
| 2007 | Refrancore           | Fagioli buoni di Refrancore con cotica e zampino      |
| 2008 | Cellarengo           | Tinche in carpione                                    |
| 2009 | Palucco              | Lingua in salsa verde                                 |
| 2010 | Cellarengo           | Tinche in carpione                                    |
| 2011 | Cellarengo           | Tinche in carpione                                    |
| 2012 | Cellarengo           | Tinche in carpione                                    |
| 2012 | Isola d'Asti         | Baciuà                                                |
| 2013 | Isola d'Asti         | Baciuà                                                |
| 2014 | Motta di Costigliole | Gran "bagna càuda" con peperoni e verdure di stagione |
| 2015 | Isola d'Asti         | Baciuà                                                |
| 2015 | Serravalle           | Tonno di coniglio                                     |
| 2015 | Cellarengo           | Tinche in carpione                                    |
| 2016 | Rocchetta Tanaro     | Rustica ai formaggi                                   |
| 2017 | Cellarengo           | Tinche in carpione                                    |
| 2018 | Isola d'Asti         | Baciuà                                                |
| 2018 | Variglie             | Pan Marià                                             |
| 2019 | Isola d'Asti         | Baciuà                                                |

- Premio per il miglior primo piatto

| Anno | Pro-Loco vincitrice      | Piatto vincitore                                       |
| ---- | ------------------------ | ------------------------------------------------------ |
| 2007 | Boglietto di Costigliole | Taglierini fatti in casa conditi con sugo di carne     |
| 2008 | Casabianca               | Polenta e merluzzo in umido (Pulenta e merlùss cumudà) |
| 2009 | Boglietto di Costigliole | Taglierini fatti in casa conditi con sugo di carne     |
| 2010 | Monastero Bormida        | Puccia di Monastero                                    |
| 2011 | Castello di Annone       | Lasagnette della vigilia condite con aglio e acciughe  |
| 2012 | Cortazzone               | Tagliatelle all'uovo con tartufo                       |
| 2013 | Mongardino               | Risotto alla Barbera d'Asti                            |
| 2014 | Boglietto di Costigliole | Taglierini fatti in casa conditi con sugo di carne     |
| 2015 | Boglietto di Costigliole | Taglierini fatti in casa conditi con sugo di carne     |
| 2016 | Cortazzone               | Tagliatelle all'uovo con tartufo                       |
| 2017 | Azzano                   | Risotto ai funghi                                      |
| 2017 | Boglietto di Costigliole | Taglierini fatti in casa conditi con sugo di carne     |
| 2018 | Boglietto di Costigliole | Taglierini fatti in casa conditi con sugo di carne     |
| 2019 | Boglietto di Costigliole | Taglierini fatti in casa conditi con sugo di carne     |

- Premio per la migliore pietanza (miglior secondo piatto)

| Anno | Pro-Loco vincitrice  | Piatto vincitore                                                |
| ---- | -------------------- | --------------------------------------------------------------- |
| 2007 | Isola d'Asti         | Baciuà                                                          |
| 2007 | Montiglio Monferrato | Coniglio del vignaiolo con funghi e polenta                     |
| 2008 | Portacomaro          | Gran fritto misto di Portacomaro                                |
| 2009 | Portacomaro          | Gran fritto misto di Portacomaro                                |
| 2010 | San Damiano          | Salsiccia alla Barbera d'Asti                                   |
| 2011 | Portacomaro          | Gran fritto misto di Portacomaro                                |
| 2012 | Montiglio Monferrato | Rolata di coniglio con funghi e polenta                         |
| 2013 | Montegrosso          | Gran fritto misto alla moda di Montegrosso                      |
| 2014 | Portacomaro          | Gran fritto misto di Portacomaro                                |
| 2015 | Portacomaro          | Gran fritto misto di Portacomaro                                |
| 2016 | Portacomaro          | Gran fritto misto di Portacomaro                                |
| 2016 | Moncalvo             | Sontuoso bollito misto di Moncalvo                              |
| 2017 | Revigliasco          | Stufato di vitellone piemontese alla Barbera d'Asti con polenta |
| 2018 | Cantarana            | Cotechino con purea di ceci                                     |
| 2019 | Cantarana            | Cotechino con purea di ceci                                     |

- Premio per il miglior piatto unico

| Anno | Pro-Loco vincitrice | Piatto vincitore                                         |
| ---- | ------------------- | -------------------------------------------------------- |
| 2009 | San Marzanotto      | Polenta arrostita sulla brace con salsiccia e peperonata |
| 2010 | San Marzanotto      | Polenta arrostita sulla brace con salsiccia e peperonata |
| 2011 | Monastero Bormida   | Puccia di Monastero                                      |
| 2012 | Refrancore          | Fagioli buoni di Refrancore con cotica e zampino         |
| 2013 | Valenzani           | Polenta con bocconcini di cinghiale                      |
| 2014 | San Marzanotto      | Polenta arrostita sulla brace con salsiccia e peperonata |
| 2015 | San Marzanotto      | Polenta arrostita sulla brace con salsiccia e peperonata |
| 2015 | Montegrosso         | "Cisrà" minestra di ceci con costine                     |
| 2016 | Montegrosso         | "Cisrà" minestra di ceci con costine                     |
| 2017 | Monastero Bormida   | Puccia di Monastero                                      |
| 2018 | Monastero Bormida   | Puccia di Monastero                                      |
| 2019 | Cellarengo          | Trippa calda con cipolle (bisèca)                        |

- Premio per il miglior dolce

| Anno | Pro-Loco vincitrice | Piatto vincitore                       |
| ---- | ------------------- | -------------------------------------- |
| 2007 | Cessole             | Torta di castagne                      |
| 2008 | Castello di Annone  | Torta dell'abbondanza                  |
| 2008 | Castellero          | Croccanti di nocciole                  |
| 2008 | Villa San Secondo   | Frittelle di mele                      |
| 2009 | Costigliole d'Asti  | Bunèt di Costigliole                   |
| 2010 | Palucco             | "Friciò" frittelle dolci del contadino |
| 2011 | Revignano           | Zabaglione al Moscato d'Asti           |
| 2012 | Refrancore          | Finocchini e zabaglione                |
| 2012 | Costigliole d'Asti  | Bunèt di Costigliole                   |
| 2013 | Costigliole d'Asti  | Bunèt di Costigliole                   |
| 2014 | Costigliole d'Asti  | Bunèt di Costigliole                   |
| 2014 | Castellero          | Croccanti di nocciole                  |
| 2015 | Callianetto         | Tortino 'd Gianduja                    |
| 2016 | Mongardino          | Antico "mun" (mattone dolce)           |
| 2017 | Mongardino          | Antico "mun" (mattone dolce)           |
| 2018 | Mongardino          | Antico "mun" (mattone dolce)           |
| 2018 | Castellero          | Croccanti di nocciole                  |
| 2019 | Mongardino          | Antico "mun" (mattone dolce)           |

## Altri premi (dal 2002 al 2019)
- Premio Speciale Coldiretti "Garantiamo l'origine": per aver percorso la filiera ed aver certificato l'origine degli ingredienti impiegati

| Anno | Pro-Loco vincitrice   | Piatto vincitore                                   |
| ---- | --------------------- | -------------------------------------------------- |
| 2002 | Moncalvo              |                                                    |
| 2003 | Isola d'Asti          |                                                    |
| 2004 | Cessole               |                                                    |
| 2005 | Cellarengo            |                                                    |
| 2006 | Moncalvo              |                                                    |
| 2007 | Castagnole Monferrato | Acciughe con bagnetto - Pesche al Ruché            |
| 2008 | San Damiano           | Salsiccia alla Barbera d'Asti                      |
| 2009 | Azzano                | Risotto ai funghi - Dolce dell'Abbazia             |
| 2010 | Villafranca           | Tagliatelle ai funghi porcini                      |
| 2011 | Cellarengo            | Tinche in carpione                                 |
| 2012 | Isola d'Asti          | Baciuà - Frittura di lumache                       |
| 2013 | Costigliole d'Asti    | Ravioli con il "plin"                              |
| 2014 | Castello di Annone    | Lasagnette della vigilia (condite con bagna càuda) |
| 2015 | Cellarengo            | Tinche in carpione                                 |
| 2015 | Isola d'Asti          | Baciuà                                             |
| 2016 | Valenzani             | Polenta con bocconcini di cinghiale                |
| 2017 | Castellero            | Croccanti di nocciole                              |
| 2018 | Moncalvo              | Sontuoso bollito misto di Moncalvo                 |
| 2018 | Villanova             | Vitello tonnato                                    |
| 2019 | Serravalle            | Tonno di coniglio                                  |

- Premio Speciale Club "Il Fornello"

| Anno | Pro-Loco vincitrice     | Piatto vincitore                                      | Note                                                                             |
| ---- | ----------------------- | ----------------------------------------------------- | -------------------------------------------------------------------------------- |
| 2007 | Crivelle di Buttigliera | Vitello tonnato                                       | per la tipicità della proposta gastronomica                                      |
| 2008 | Refrancore              | Fagioli buoni di Refrancore con cotica e zampino      | per la tipicità della proposta gastronomica                                      |
| 2009 | Motta di Costigliole    | Gran "bagna càuda" con peperoni e verdure di stagione | per la tipicità della proposta gastronomica                                      |
| 2010 | Castellero              | Fondenti di nocciole - Croccanti di nocciole          | per l'utilizzo di materie prime locali nella realizzazione di un dolce prelibato |
| 2011 | Cellarengo              | Trippa calda con cipolle (bisèca)                     | per la valorizzazione di una ricetta tipica tradizionale                         |
| 2012 | Monastero Bormida       | Puccia di Monastero                                   | per la valorizzazione di una ricetta tipica tradizionale                         |
| 2013 | San Damiano             | Salsiccia alla Barbera d'Asti                         | per la valorizzazione in cucina della Barbera, prodotto tipico del territorio    |
| 2014 | Cantarana               | "Sancràu" (cavoli) con cotechino                      | per la valorizzazione di un piatto tipico della cucina contadina astigiana       |
| 2015 | Revignano               | Zabaglione al Moscato d'Asti                          | per la valorizzazione di un piatto tipico della cucina contadina astigiana       |
| 2016 | Nizza Monferrato        | Belecauda (farinata di ceci)                          | per la valorizzazione di un piatto tipico della cucina contadina astigiana       |
| 2017 | Motta di Costigliole    | Gran "bagna càuda" con peperoni e verdure di stagione | per la valorizzazione di un piatto tipico della cucina contadina astigiana       |
| 2018 | Moncalvo                | Panna cotta                                           | per la realizzazione di un dolce caratteristico della ricca cucina astigiana     |
| 2019 | Castellero              | Croccanti di nocciole                                 | per la realizzazione di un dolce caratteristico della ricca cucina astigiana     |

- Premio Club "Il Fornello - Marisa Vogliolo": per un piatto che ricorda una consolidata tradizione del nostro passato

| Anno | Pro-Loco vincitrice | Piatto vincitore                                   |
| ---- | ------------------- | -------------------------------------------------- |
| 2018 | Castello di Annone  | Lasagnette della vigilia (condite con bagna càuda) |
| 2019 | San Damiano         | Salsiccia alla Barbera d'Asti                      |

- Premio Speciale "Accademia Italiana della Cucina"

| Anno | Pro-Loco vincitrice              | Piatto vincitore                                      | Note                                                                                   |
| ---- | -------------------------------- | ----------------------------------------------------- | -------------------------------------------------------------------------------------- |
| 2007 | Motta di Costigliole             | Gran "bagna càuda" con peperoni e verdure di stagione | per la tipicità del piatto e il rispetto della tradizione                              |
| 2008 | Montiglio Monferrato             | Coniglio del vignaiolo con funghi e polenta           | per la tipicità del piatto e il rispetto della tradizione                              |
| 2009 | Monastero Bormida                | Puccia di Monastero                                   | per la tipicità del piatto e il rispetto della tradizione                              |
| 2010 | Mongardino                       | Risotto alla Barbera d'Asti                           | per la tipicità della ricetta e l’uso equilibrato di un grande vino locale in cucina   |
| 2011 | Refrancore                       | Fagioli buoni di Refrancore con cotica e zampino      | per un piatto di grande tradizione con promozione di un prodotto tipico del territorio |
| 2012 | Santa Caterina di Rocca d'Arazzo | Agnolotti al sugo di carne                            | per un piatto di grande tradizione con promozione di un prodotto tipico del territorio |
| 2013 | Boglietto di Costigliole         | Taglierini fatti in casa conditi con sugo di carne    | per un piatto di grande tradizione con promozione di un prodotto tipico del territorio |
| 2014 | Variglie                         | Pan Marià                                             | per un piatto rappresentativo della cucina povera della civiltà contadina              |
| 2015 | Quarto d'Asti                    | Tagliatelle al sugo di cinghiale                      | per un piatto rappresentativo della cucina povera della civiltà contadina              |
| 2016 | Montegrosso                      | "Cisrà" minestra di ceci con costine                  | per un piatto rappresentativo della cucina povera della civiltà contadina              |
| 2017 | Serravalle                       | Tonno di coniglio                                     | per un piatto rappresentativo della cucina povera della civiltà contadina              |
| 2018 | Isola d'Asti                     | Baciuà                                                | per il piatto che esprime gli aspetti caratteristici della cucina astigiana            |
| 2019 | Monastero Bormida                | Puccia di Monastero                                   | per il piatto che esprime gli aspetti caratteristici della cucina astigiana            |

- Premio Speciale "UNPLI" per la sfilata

| Anno | Pro-Loco vincitrice                                                                                              | Tema della sfilata                                                                                               | Note |
| ---- | --- | --- | --- |
| 2011 | Cessole | | per aver saputo rievocare e ricostruire nei minimi dettagli sia le azioni che gli ambienti riportandoli con esatta collocazione temporale |
| 2012 | Boglietto di Costigliole                                                                                         | | per aver proposto un tema di sfilata particolarmente rappresentativo di un tipico prodotto del proprio paese                              |
| 2013 | Motta di Costigliole                                                                                             | | per aver proposto un tema di sfilata particolarmente rappresentativo di un tipico prodotto del proprio paese                              |
| 2014 | Variglie | | per aver proposto un tema di sfilata particolarmente rappresentativo di un tipico prodotto del proprio paese                              |
| 2014 | Serravalle | | per aver proposto un tema di sfilata particolarmente rappresentativo di un tipico prodotto del proprio paese                              |
| 2015 | La sfilata è stata annullata causa allerta meteo, pertanto nessun premio per questa categoria è stato assegnato. | La sfilata è stata annullata causa allerta meteo, pertanto nessun premio per questa categoria è stato assegnato. | La sfilata è stata annullata causa allerta meteo, pertanto nessun premio per questa categoria è stato assegnato.                          |
| 2016 | Villanova | La gallina bionda ed altri animali da cortile alla fiera di Santa Caterina                                       | per la rappresentazione e valorizzazione di un prodotto tipico e di particolare pregio del territorio                                     |
| 2016 | Revignano | Andùma a viè - La veglia nella stalla                                                                            | per la rappresentazione di un tema legato alla tradizione del mondo contadino                                                             |
| 2017 | Cortazzone | Il ballo dell'orso                                                                                               | per la rappresentazione di un antico rito del territorio                                                                                  |
| 2017 | Calliano | La fonte solforosa della pirenta                                                                                 | per la rappresentazione di un'antica risorsa turistica del territorio                                                                     |
| 2018 | Montiglio Monferrato                                                                                             | L'acqua elemento essenziale di vita e di lavoro nel Monferrato agli inizi del Novecento                          | per la proposta di un tema riguardante un elemento di vitale importanza nella vita agricola                                               |
| 2018 | Casabianca | ‘L carbùn d’na vira - Taglio e commercio della legna                                                             | per il ricordo di un metodo di utilizzo delle poche e povere risorse del tempo passato                                                    |
| 2019 | Corsione | Al forno come una volta                                                                                          | per una sfilata rappresentante un'attività profondamente legata al territorio e alla tradizione                                           |
| 2019 | Cunico | La vinificazione                                                                                                 | per la rappresentazione del ciclo produttivo del vino nel passato, prodotto ancora oggi fondamentale per l’economia astigiana             |

## Gli ospiti
Dal 2001 al 2014, la locale Camera di Commercio ha ospitato, nel corso della grande kermesse enogastronomica settembrina, anche alcune pro loco "fuori-porta".
| Anno | Pro Loco ospite        | Proposta gastronomica | Pro Loco ospite                      | Proposta gastronomica                                                                                               |
| ---- | ---------------------- | --- | ------------------------------------ | --- |
| 2001 | Wettolsheim (Francia)  | Choucroute | -                                    | - |
| 2002 | Szolnok (Ungheria)     | Gulasch Strudel di mele | Portovenere (La Spezia)              | Carpaccio di polpo                                                                                                  |
| 2003 | Montaldo Dora (Torino) | Zuppa di cavoli alla Montaldese | Le Grazie di Portovenere (La Spezia) | Carpaccio di polpo                                                                                                  |
| 2004 | Castagniers (Francia)  | Daube provençale (stufato di bue) Crostone di pane al paté di olive | San Martino in Badia (Bolzano)       | "Tutra" (frittella ripiena di spinaci, ricotta ed erbette aromatiche) Strudel di mele                               |
| 2005 | Mogilёv (Bielorussia)  | Bliny (crêpe farcita con carne, cipolla fritta e funghi porcini accompagnata da salsa ai funghi) Pirog (dolce con marmellata di mirtilli palustri, mirtilli rossi e ribes rossi) | Sillicagnana (Lucca)                 | Minestrone di farro Biscotti al farro                                                                               |
| 2006 | Milena (Caltanissetta) | Mbriulata Cannoli alla Milocchese | Vercelli                             | Panissa vercellese Salam d'la duja                                                                                  |
| 2007 | Vallauris (Francia)    | Zuppa di pesce (passata) con crostini in salsa "rouille" allo zafferano Fougassette (focaccia dolce ai fiori d'arancio)                                                          | Amici della Lucania                  | Cavatelli al sugo di salsiccia Calzoncelli dolci ripieni di mostarda Mustacciolo (biscotto al vino cotto)           |
| 2008 | Bauladu (Oristano)     | Malloreddus con sugo di pomodoro, salsiccia e pecorino Pabassini (dolci tipici di pasta di pane con mandorle, uva passa e noci)                                                  | Casal Cermelli (Alessandria)         | Salamino di manzo bollito con insalata di cavolo rosso e bianco al peperoncino e acciuga Torta di mandorle          |
| 2009 | Ladispoli (Roma)       | Bombolotti all'amatriciana Ciambelline al vino | Mezzenile (Torino)                   | Polenta concia alla toma delle valli di Lanzo Torcetti di Mezzenile                                                 |
| 2010 | Salussola (Biella)     | Panissa Frollini di riso | Valledolmo (Palermo)                 | Tipico antipasto con formaggi canestrati siciliani, salsiccia, olive, pomodoro secco e caponata di melanzane        |
| 2011 | Aglientu (Sassari)     | Gnocchetti con i "pulpeddi" (sugo a base di carne di maiale) Casciatine (dolce tipico gallurese con ricotta)                                                                     | Montanaro (Torino)                   | Tris di formaggi canavesani con miele Canestrelli di Montanaro                                                      |
| 2012 | Vercelli               | Panissa vercellese Salam d'la duja | Flavon (Trento)                      | "Carne salada e fasoi" (fesa di manzo cruda in salamoia, condita con olio e trentingrana) Strudel con succo di mele |
| 2013 | Mezzenile (Torino)     | Polenta concia alla toma delle valli di Lanzo Bicchierino di cioccolato fondente                                                                                                 | Valmontone (Roma)                    | Penne all'amatriciana Ciambelline al vino                                                                           |
| 2014 | Genova                 | Trenette al pesto con basilico di Pra' Canestrelli all'Acquasanta | Gemona del Friuli (Udine)            | Gnocchi di polenta con formaggi e prosciutto di San Daniele                                                         |

## Galleria d'immagini

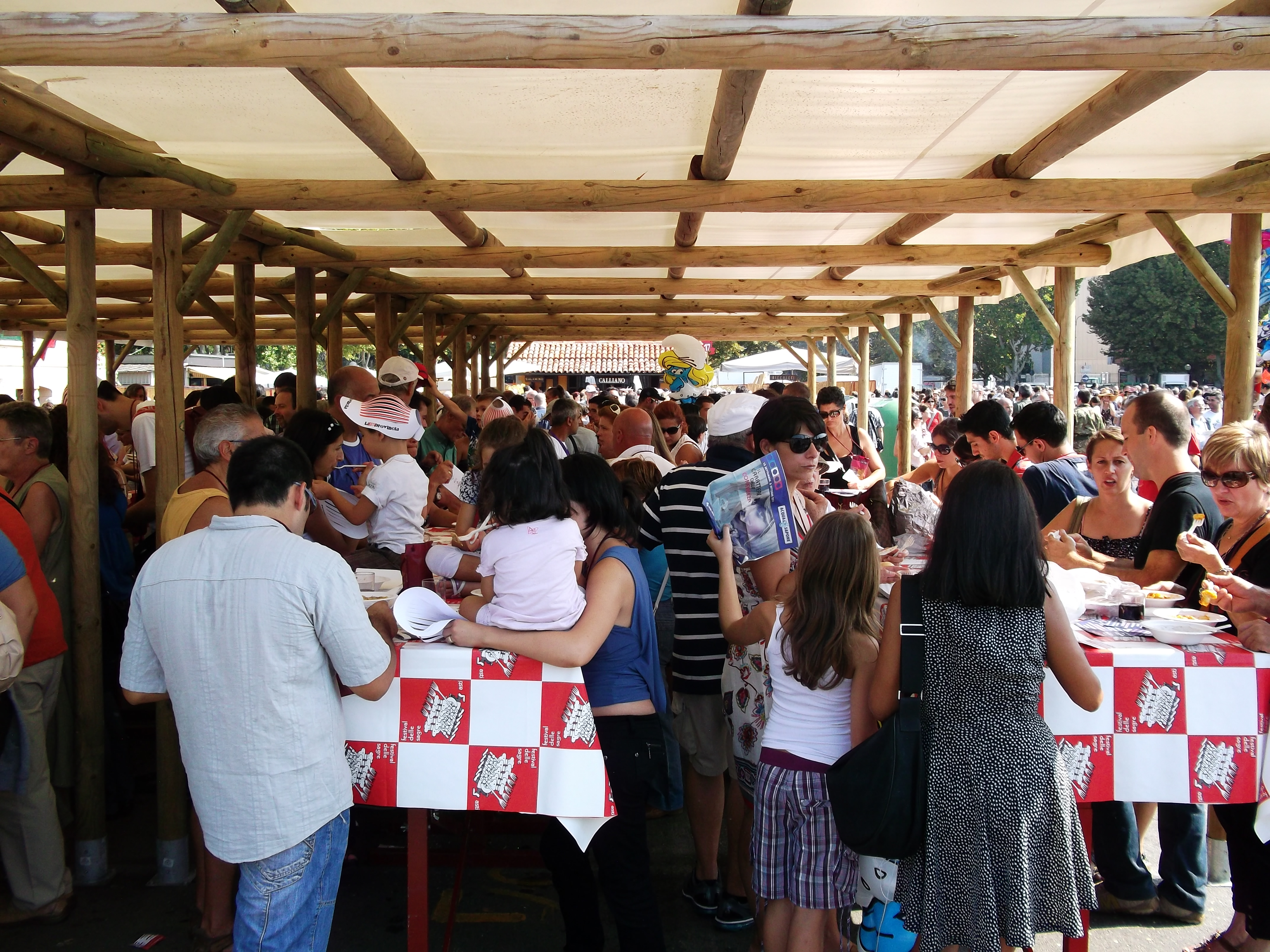
Un pasto gustato in un momento di relax sotto gli appositi gazebo
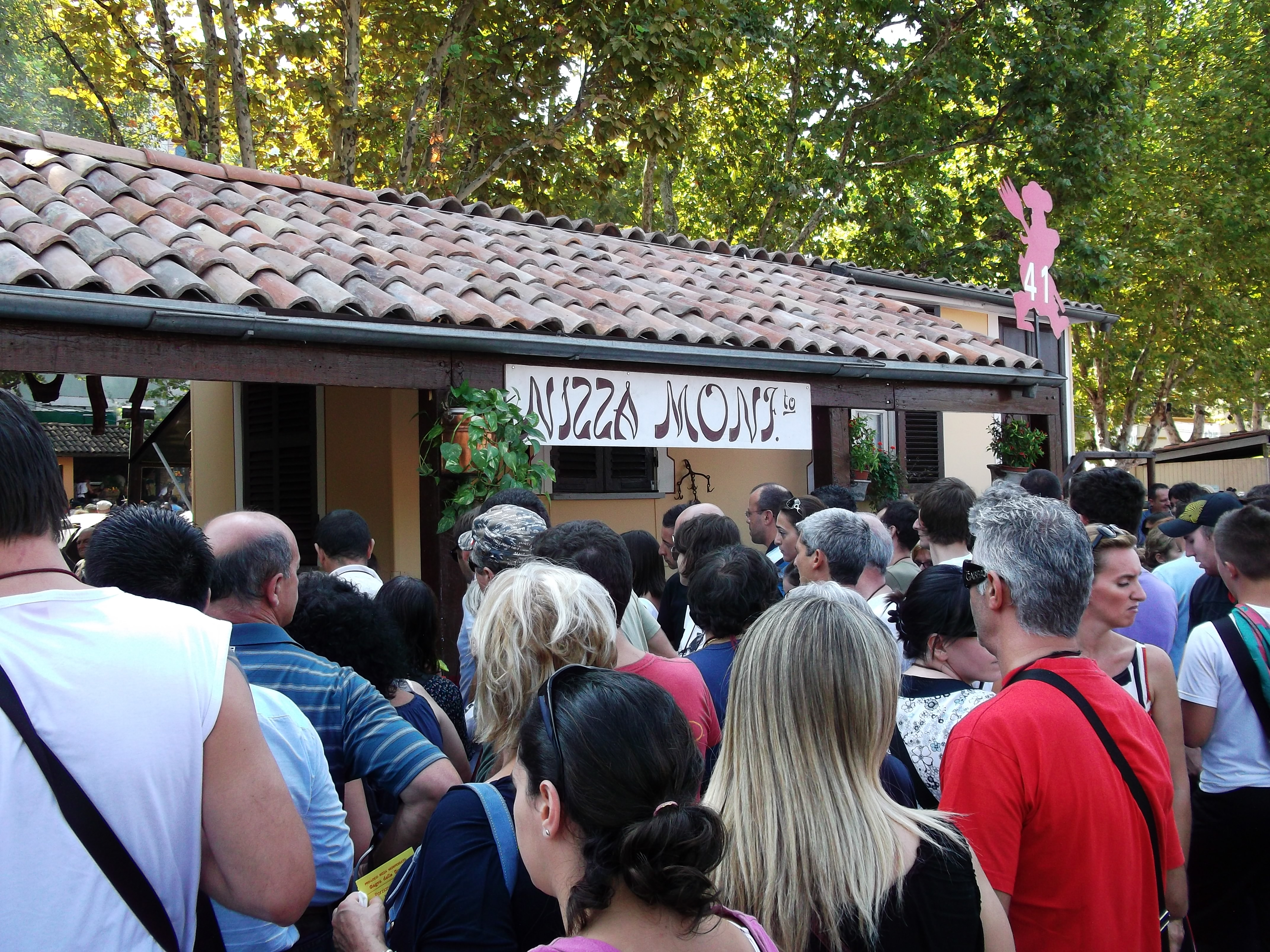
Pro loco di Nizza M.to presa d'assalto dalle comitive
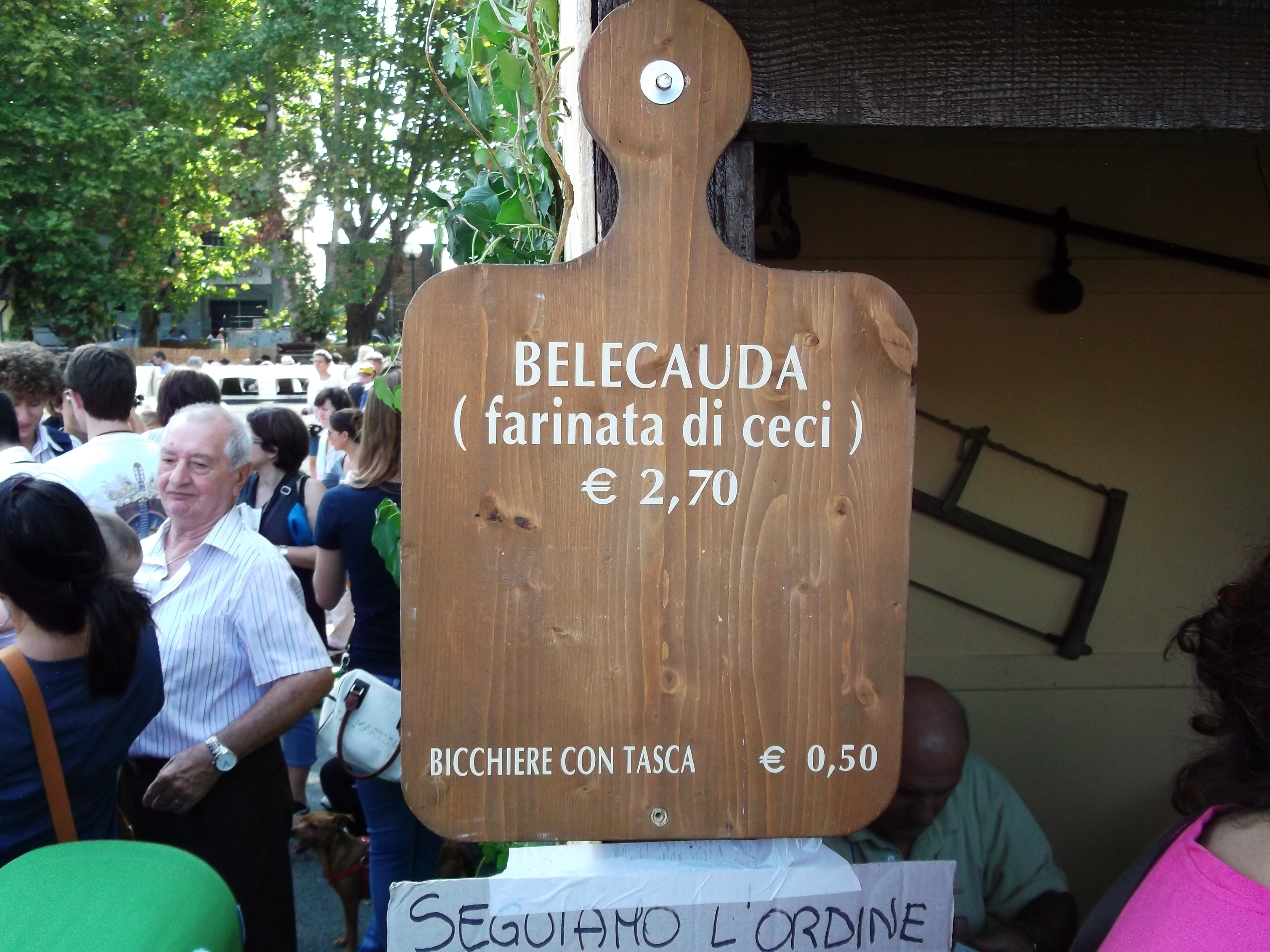
Prezzario di uno dei piatti locali serviti (la belecauda)
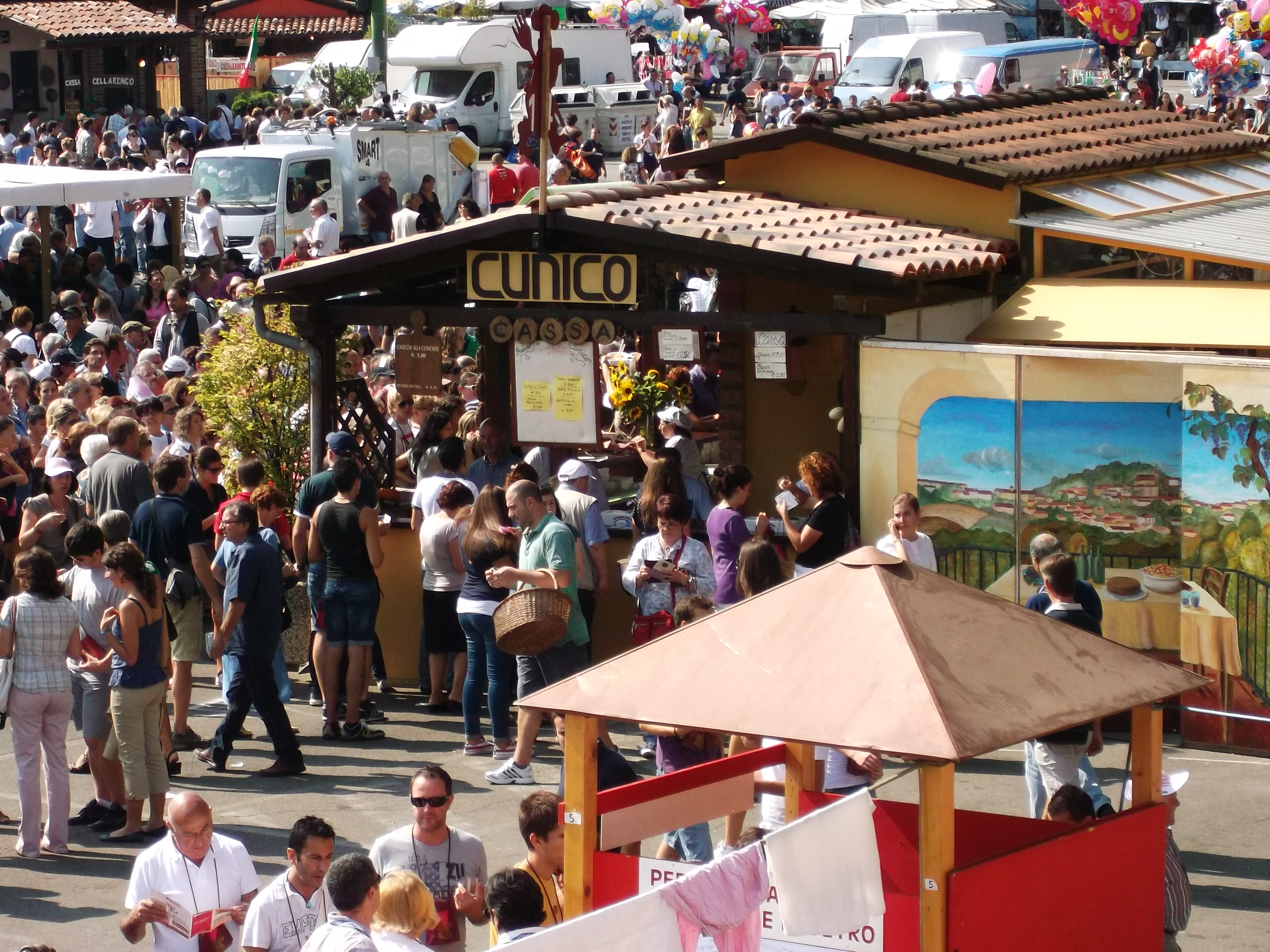
Una Pro Loco si accinge a servire i piatti tipici piemontesi
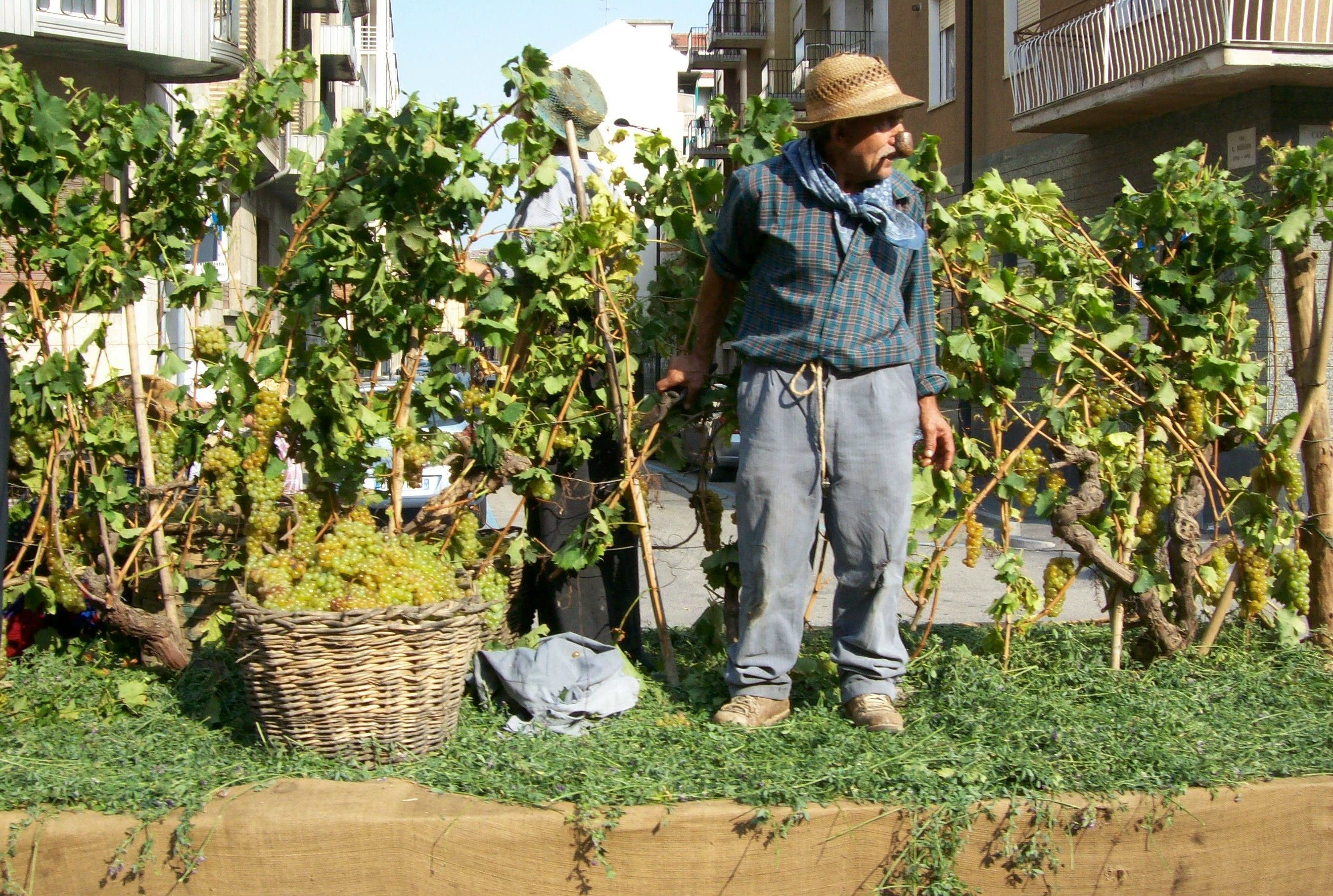
Un figurante della sfilata
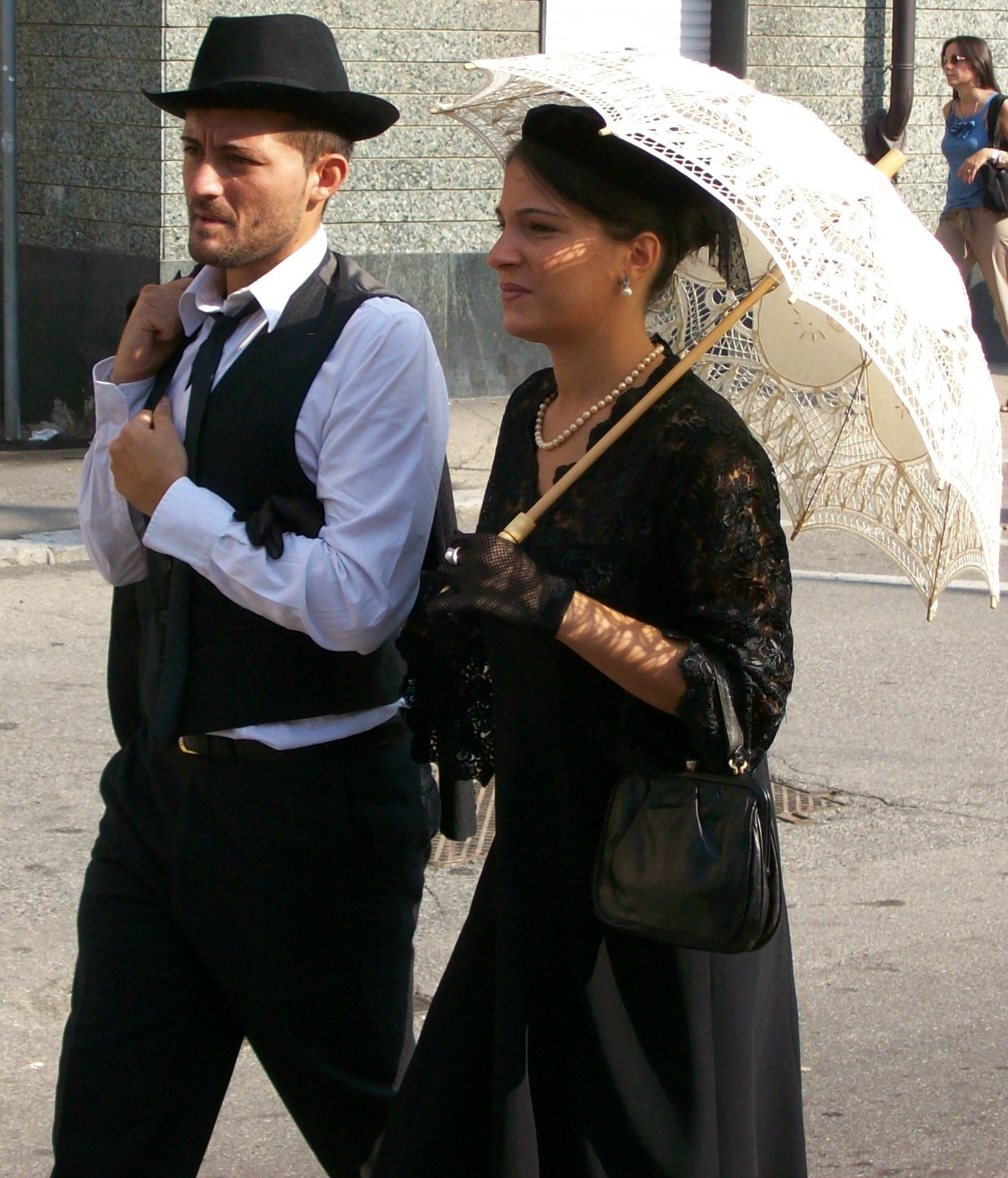
Vita mondana nel mondo contadino ai primi del Novecento
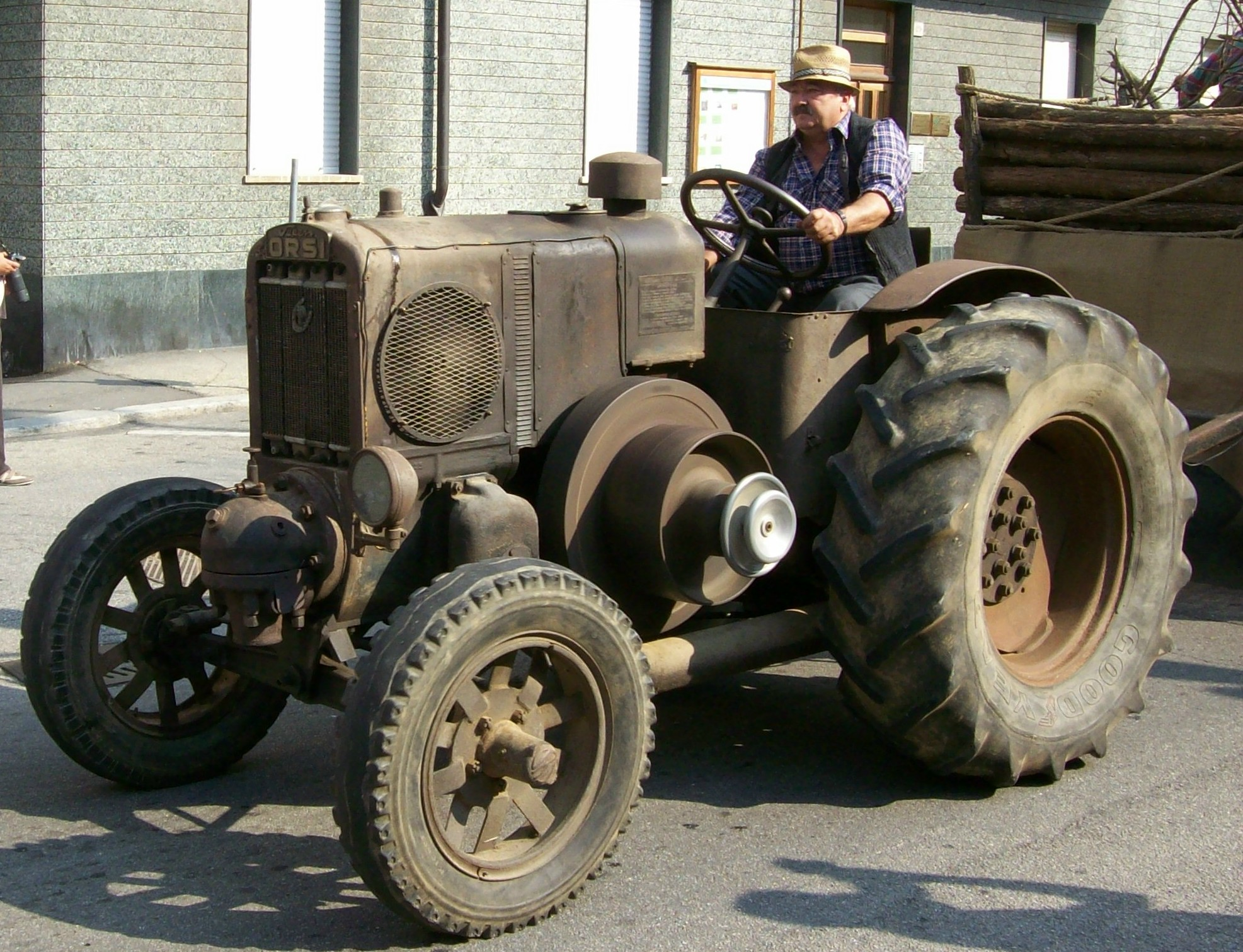
Un antico trattore a testa calda, massima espressione del mondo contadino